# Reiner Matzker
Reiner Matzker (* 1953 in Gretesch) ist ein deutscher Kommunikationswissenschaftler, Autor und Filmregisseur. Er ist Professor im Fachbereich Kulturwissenschaften der Universität Bremen, Mitbegründer der Akademie Europäischer Kultur in Bremen und Mitglied der Bewertungs- und Hauptausschüsse der Deutschen Film- und Medienbewertung (FBW) in Wiesbaden.

## Leben
Matzker studierte nach seiner Reifeprüfung am Ratsgymnasium Osnabrück Religions- und Kommunikationswissenschaft, Philosophie und Deutsche Philologie an der Freien Universität Berlin und der Universität Wien. Im Anschluss an seine Promotion (1984) bei Klaus Heinrich und Hans Schumacher an der Freien Universität Berlin war er als Lektor, Verleger und Wissenschaftlicher Mitarbeiter des Instituts für Medienwissenschaft der Technischen Universität Berlin tätig. Er habilitierte sich im Fachgebiet Kommunikationswissenschaften an der Universität Bremen bei Franz Dröge und arbeitet dort seit 1991 als Dozent und seit 2000 als Professor. Er übernahm die redaktionelle Leitung der Bremer TV-Sendung Das Kulturstadtmagazin, war Regisseur verschiedener Filmproduktionen und entwickelt seit 2017 die Veranstaltungskonzepte der Akademie Europäischer Kultur.

## Forschung und Lehre
Schwerpunkte seiner aktuellen Lehre sind Medienästhetik, Filmanalyse und Journalismus.

## Veröffentlichungen (Auswahl)
Matzker veröffentlichte zahlreiche Rezensionen, Zeitschriften- und Buchbeiträge.

### Monographien
- Der nützliche Idiot. Wahnsinn und Initiation bei Jean Paul und E.T.A. Hoffmann (= Berliner Beiträge zur neueren deutschen Literaturgeschichte. Band 6). Peter Lang, Frankfurt am Main u. a. 1984, ISBN 3-8204-5327-X (Zugl.: Berlin, Freie Univ., Diss., 1984).
- Einfühlung. Edith Stein und die Phänomenologie. Peter Lang, Bern u. a. 1991, ISBN 3-261-04416-0.[4]
- Das Medium der Phänomenalität. Wahrnehmungs- und erkenntnistheoretische Aspekte der Medientheorie und Filmgeschichte. Wilhelm Fink, München 1993, ISBN 3-7705-2887-5.[5]
- Was noch bleibt, ist das Bild. Ernst Schröder in Gedanken, Gesprächen und Briefen. Mit Beiträgen und Erinnerungen von Rosemarie Koch-Goertz. Edition Hentrich. Berlin 1995, ISBN 3-89468-160-8.[6]
- Anthropologie. Theorie – Geschichte – Gegenwart (= UTB. Band 2006). Wilhelm Fink, München 1998, ISBN 3-7705-3270-8.[7]
- Ästhetik der Medialität. Zur Vermittlung von künstlerischen Welten und ästhetischen Theorien. Rowohlt, Reinbek bei Hamburg 2008, ISBN 978-3-499-55703-3.[8]
  - Ye sul, mae gae, mi hag = Ästhetik der Medialität. Yonsei University Press, Seoul 2014, ISBN 978-89-6850-054-1 (koreanische Übersetzung).
- Die Liebe und das Lieben. Vergegenwärtigungen aus dem 20. und 21. Jahrhundert. Cuvillier, Göttingen 2024, ISBN 978-3-7369-7992-5.[9]

### Editionen
- Perspektiven der Kulturvermittlung (= Sog. Konvergenz und Peripherie der Systeme. ZDB-ID 82406-9, Heft 6). Hrsg. von Reiner Matzker und Siegfried Reinecke. DiA, Berlin 1989, ISBN 3-925789-13-8.
- Die Rolle der Medien in der Auslandsgermanistik (= Germanistische Medienwissenschaft. Teil 1). Hrsg. von Friedrich Knilli und Reiner Matzker. Peter Lang, Bern 1989, ISBN 3-261-03957-4.
- Comicforschung in der Bundesrepublik Deutschland 1945–1984 (= Germanistische Medienwissenschaft. Teil 3). Hrsg. von Siegfried Zielinski und Reiner Matzker. Peter Lang, Bern 1989, ISBN 3-261-03955-8.
- Der elektronische Literaturbericht (= Germanistische Medienwissenschaft. Teil 4). Hrsg. von Friedrich Knilli und Reiner Matzker. Peter Lang, Bern 1991, ISBN 3-261-04390-3.
- Spiegelungen. Festschrift für Hans Schumacher zum 60. Geburtstag. Hrsg. von Reiner Matzker, Petra Küchler-Sakellariou und Marius Babias. Peter Lang, Frankfurt/M. 1991, ISBN 3-631-42941-X.
- Die späten 60er Jahre (= Sog spezial). Hrsg. von Barbara Koczauer und Reiner Matzker. Matzker, Berlin 1992, ISBN 3-925789-16-2.
- Charlottenburger Welttheater. Ein Lesebuch über ein Stück Theater. Hrsg. von Reiner Matzker. Das Arsenal, Berlin 1993, ISBN 3-921810-37-X.
- Fiktion als Fakt. „Metaphysik“ der neuen Medien (= Medienwissenschaft. Teil 5). Hrsg. von Reiner Matzker und Siegfried Zielinski. Peter Lang, Bern 2000, ISBN 3-906758-67-2.
- Kommunikation, Kunst und Kultur (= Medienwissenschaft. Teil 6; Jahrbuch für internationale Germanistik / Reihe C / Forschungsberichte. Band 7). Hrsg. von Reiner Matzker und Michael Müller. Peter Lang, Bern 2002, ISBN 3-906770-23-0.
- Öffentlichkeit, Partizipation, Politische Kultur (= Medienwissenschaft. Teil 7). Hrsg. von Reiner Matzker und Siegfried Reinecke. Peter Lang, Bern 2005, ISBN 3-03910-620-1.
- Verständigung über die Verständigung. Aspekte der Medienkompetenz (= Medienwissenschaft. Teil 8; Jahrbuch für internationale Germanistik / Reihe C / Forschungsberichte. Band 9). Hrsg. von Reiner Matzker und Ursula Dreyer. Peter Lang, Bern u. a. 2009, ISBN 978-3-03911-715-4.

### Filme und Videos
- 1971 Traumtänze. In Verbindung mit Studierenden des Projekts „Medienästhetik“ der Universität Bremen, Fachbereich 9. Dargestellt von Ellen Brokopf, Lucas Haberkorn, Johanna Köhler, Emilien Leonhardt, Ana M. Sajin und Christian Waigand. Kamera: Steffi Guddat, Gerrit Schröder und Yvonne Wolzien. Animationen: Mechthild Schmidt. Musik: Hendrik Schaper, Axel Naschke, Mike Rüschoff, Rare Bird. Buch: Ulla Mothes, Reiner Matzker. Bremen 2003 (75 min).[10]
- Dark Wave – Im Flug der Libellen. Dargestellt von Evelyna Braun, Carsten Meeners, Mike Rüschoff u. a. Kamera: Jörn Brinkhus, Steffi Guddat, Gerhard Molkenthin, Gerrit Schröder, Yvonne Wolzien. Schnitt: Kathrin Ennen, Jörn Brinkhus. Musik: Hendrik Schaper, Mike Rüschoff, Pulp, Grambergen, Sleepwalker. Buch: Reiner Matzker. Bremen 2005 (78 min).[11]
- Der Geist von Danzig – Duch Gdanska. Dargestellt von Mirja Ehlers und Mike Rüschoff, in Verbindung mit Befragten aus Gdansk. Kamera: Gerhard Molkenthin. Schnitt: Martin Sündermann. Musik: Hendrik Schaper. Bremen 2006 (25 min).
- St. Peter – Riga. Dargestellt von Evelyna Braun und Carsten Meeners. Kamera: Gerhard Molkenthin. Schnitt: Martin Sündermann. Musik: Armands Stradsz. Sprecherin: Claudia Gräf. Skript: Reiner Matzker. Bremen 2006 (25 min).
- Das Mediale. Kamera: Gerhard Molkenthin u. a. Schnitt: Martin Sündermann. Musik: Andreas Weppen. Sprecher: Peter Lüchinger. Skript: Reiner Matzker. Bremen 2007 (6 min).
- Nächte des Verführers. Frei nach Sören Kierkegaard. Mit Christian Kaiser, Pegah Kazemi und Patricia Nickel. Kamera: Gerhard Molkenthin. Schnitt: Kathrin Ennen und Safy Jana Reske. Musik: Christine Sugyjama Myers, Lena Steinbrink und Hendrik Schaper. Bremen 2013 (82 min).[12]